# Kup velesajamskih gradova 1966./67.
Deveto izdanje Kupa velesajamskih gradova igrano je u sezoni 1966./67. Natjecanje je osvojio Dinamo Zagreb dobivši u finalu Leeds United s 2:0, 0:0. Ovo je Dinamov prvi europski trofej (drugi je Balkanski kup koji je osvojio 1976.). Dinamo je prethodno igrao finale Kupa velesajamskih gradova u sezoni 1962./63. kada je izgubio od Valencije 1:2, 0:2.

## 1. kolo
| Prva momčad        | Rez.       | Druga momčad              | 1. ut. | 2. ut.      |
| ------------------ | ---------- | ------------------------- | ------ | ----------- |
| Drumcondra FC      | 1:8        | Eintracht Frankfurt       | 0:2    | 1:6         |
| OGC Nice           | 3:4        | Örgryte IS                | 2:2    | 1:2         |
| Olimpija Ljubljana | 3:6        | Ferencvárosi TC           | 3:3    | 0:3         |
| VfB Stuttgart      | 1:3        | Burnley                   | 1:1    | 0:2         |
| Wiener Sport-Club  | 2:5        | Napoli                    | 1:2    | 1:3         |
| Aris F.C.          | 0:7        | Juventus                  | 0:2    | 0:5         |
| Dinamo Piteşti     | 4:2        | Sevilla FC                | 2:0    | 2:2         |
| SK Frigg           | 2:6        | Dunfermline Athletic F.C. | 1:3    | 1:3         |
| Spartak Brno       | 2:2 (bac.) | Dinamo Zagreb             | 2:0    | 0:2 (prod.) |
| Göztepe            | 2:5        | Bologna                   | 1:2    | 1:3         |
| DOS Utrecht        | 4:3        | FC Basel                  | 2:1    | 2:2         |
| 1. FC Nürnberg     | 1:4        | Valencia CF               | 1:2    | 0:2         |
| FK Crvena zvezda   | 5:2        | Athletic Bilbao           | 5:0    | 0:2         |
| Djurgårdens IF     | 2:5        | 1. FC Lokomotive Leipzig  | 1:3    | 1:2         |
| US Luxembourg      | 0:2        | R. Antwerp F.C.           | 0:1    | 0:1         |
| FC Porto           | 3:3 (bac.) | FC Girondins de Bordeaux  | 2:1    | 1:2 (prod.) |

### Prva utakmica
| 21. rujna 1966. |           |                     |                                                                         |
| Drumcondra FC   | 0:2       | Eintracht Frankfurt | Dalymount Park, Dublin Broj gledatelja: 8600 Sudac: William Gow (Wales) |
|                 | izvještaj | Lotz 25', 30'       | Dalymount Park, Dublin Broj gledatelja: 8600 Sudac: William Gow (Wales) |

| 21. rujna 1966.       |           |                    |                                                                       |
| OGC Nice              | 2:2       | Örgryte IS         | Stade du Ray, Nica Broj gledatelja: 5566 Sudac: Fabio Monti (Italija) |
| Santos 66' Loubet 80' | izvještaj | Simonsson 42', 55' | Stade du Ray, Nica Broj gledatelja: 5566 Sudac: Fabio Monti (Italija) |

| 21. rujna 1966.                         |           |                            |                                                                                         |
| Olimpija Ljubljana                      | 3:3       | Ferencvárosi TC            | Bežigradski stadion, Ljubljana Broj gledatelja: 6900 Sudac: Eduard Babauczek (Austrija) |
| Francescin 35' Kokot 80' Arslanagić 88' | izvještaj | Albert 23', 68' Rákosi 66' | Bežigradski stadion, Ljubljana Broj gledatelja: 6900 Sudac: Eduard Babauczek (Austrija) |

| 20. rujna 1966. |           |            |                                                                                  |
| VfB Stuttgart   | 1:1       | Burnley    | Neckarstadion, Stuttgart Broj gledatelja: 10.000 Sudac: Gilbert Droz (Švicarska) |
| Weiß 50' (pen.) | izvještaj | Irvine 17' | Neckarstadion, Stuttgart Broj gledatelja: 10.000 Sudac: Gilbert Droz (Švicarska) |

| 1. rujna 1966.    |           |                      |                                                                           |
| Wiener Sport-Club | 1:2       | Napoli               | Praterstadion, Beč Broj gledatelja: 4000 Sudac: Anton Bucheli (Švicarska) |
| Knoll 42'         | izvještaj | Cané 27' Orlando 73' | Praterstadion, Beč Broj gledatelja: 4000 Sudac: Anton Bucheli (Švicarska) |

| 11. rujna 1966. |           |                            | |
| Aris F.C.       | 0:2       | Juventus                   | Stadion Kleanthis Vikelidis, Solun Broj gledatelja: 27.300 Sudac: Edgar Deuschel (Zapadna Njemačka) |
|                 | izvještaj | del Sol 30' Menichelli 52' | Stadion Kleanthis Vikelidis, Solun Broj gledatelja: 27.300 Sudac: Edgar Deuschel (Zapadna Njemačka) |

| 21. rujna 1966.  |           |         |                                                                                 |
| Dinamo Pitești   | 2:0       | Sevilla | Stadionul 1 Mai, Pitești Broj gledatelja: 6900 Sudac: Ratko Čanak (Jugoslavija) |
| Radu 2' Nagy 10' | izvještaj |         | Stadionul 1 Mai, Pitești Broj gledatelja: 6900 Sudac: Ratko Čanak (Jugoslavija) |

| 24. kolovoza 1966. |           |                                |                                                                           |
| SK Frigg           | 1:3       | Dunfermline                    | Bislett stadion, Oslo Broj gledatelja: 6300 Sudac: Aranth Jensen (Danska) |
| Pettersen 1'       | izvještaj | Callaghan 36' Fleming 46', 50' | Bislett stadion, Oslo Broj gledatelja: 6300 Sudac: Aranth Jensen (Danska) |

| 21. rujna 1966.           |           |               |                                                                                       |
| Spartak Brno              | 2:0       | Dinamo Zagreb | Stadion Za Lužánkami, Brno Broj gledatelja: 2000 Sudac: Vasile Dumitrescu (Rumunjska) |
| Mesić 10' (a.) Bubník 79' | izvještaj |               | Stadion Za Lužánkami, Brno Broj gledatelja: 2000 Sudac: Vasile Dumitrescu (Rumunjska) |

| 11. rujna 1966. |           |                         |                                                                              |
| Göztepe         | 1:2       | Bologna                 | İzmir Alsancak, İzmir Broj gledatelja: 23000 Sudac: Ljuben Spasov (Bugarska) |
| Ceyhan 69'      | izvještaj | Vastola 17' Nielsen 60' | İzmir Alsancak, İzmir Broj gledatelja: 23000 Sudac: Ljuben Spasov (Bugarska) |

| 13. rujna 1966.           |           |              |                                                                               |
| DOS Utrecht               | 2:1       | Basel        | Galgenwaard, Utrecht Broj gledatelja: 4100 Sudac: William J. Mullan (Škotska) |
| Stocker 18' (a.) Wery 65' | izvještaj | Odermatt 15' | Galgenwaard, Utrecht Broj gledatelja: 4100 Sudac: William J. Mullan (Škotska) |

| 21. rujna 1966. |           |                         |                                                                                     |
| 1. FC Nürnberg  | 1:2       | Valencia CF             | Städtisches Stadion, Nürnberg Broj gledatelja: 9000 Sudac: Paul Schiller (Austrija) |
| Strehl 17'      | izvještaj | Claramunt 24' Waldo 41' | Städtisches Stadion, Nürnberg Broj gledatelja: 9000 Sudac: Paul Schiller (Austrija) |

| 21. rujna 1966.                                             |           |                 |                                                                             |
| FK Crvena zvezda                                            | 5:0       | Athletic Bilbao | Marakana, Beograd Broj gledatelja: 35.000 Sudac: Gusztáv Bircsák (Mađarska) |
| Mihailović 30' Džajić 40', 58' (pen.) Ostojić 76' Melić 87' | izvještaj |                 | Marakana, Beograd Broj gledatelja: 35.000 Sudac: Gusztáv Bircsák (Mađarska) |

| 24. kolovoza 1966. |           |                                 |                                                                                    |
| Djurgårdens IF     | 1:3       | 1. FC Lokomotive Leipzig        | Stockholm stadion, Stockholm Broj gledatelja: 4200 Sudac: Hans Granlund (Norveška) |
| Persson 60'        | izvještaj | Frenzel 45' Löwe 53' Berger 63' | Stockholm stadion, Stockholm Broj gledatelja: 4200 Sudac: Hans Granlund (Norveška) |

| 21. rujna 1966. |           |                 |                                                                                      |
| US Luxembourg   | 0:1       | R. Antwerp F.C. | Stade Municipal, Luxembourg Broj gledatelja: 1300 Sudac: Pierre Schwinte (Francuska) |
|                 | izvještaj | Van Moer 24'    | Stade Municipal, Luxembourg Broj gledatelja: 1300 Sudac: Pierre Schwinte (Francuska) |

| 21. rujna 1966.            |           |                          |                                                                                      |
| FC Porto                   | 2:1       | FC Girondins de Bordeaux | Estádio das Antas, Porto Broj gledatelja: 16.700 Sudac: Manuel Gómez Arribas (Spain) |
| Pinto 58' (pen.) Pavão 70' | izvještaj | Robuschi 82'             | Estádio das Antas, Porto Broj gledatelja: 16.700 Sudac: Manuel Gómez Arribas (Spain) |

### Druga utakmica
| 5. listopada 1966.                                         |           |               |                                                                              |
| Eintracht Frankfurt                                        | 6:1       | Drumcondra FC | Waldstadion, Frankfurt Broj gledatelja: 4500 Sudac: Hubert Burguet (Belgija) |
| Kraus 5', 56' Lotz 14' Kenny 45' (a.) Huberts 60' Solz 72' | izvještaj | Whelan 20'    | Waldstadion, Frankfurt Broj gledatelja: 4500 Sudac: Hubert Burguet (Belgija) |

Eintracht Frankfurt ide dalje s 8:1.
| 27. rujna 1966.           |           |                 |                                                                                 |
| Örgryte IS                | 2:1       | OGC Nice        | Ullevi, Göteborg Broj gledatelja: 3000 Sudac: Johannes Malka (Zapadna Njemačka) |
| Simonsson 52' Hansson 57' | izvještaj | Barrionuevo 83' | Ullevi, Göteborg Broj gledatelja: 3000 Sudac: Johannes Malka (Zapadna Njemačka) |

Örgryte IS ide dalje s 4:3.
| 5. listopada 1966.             |           |                    |                                                                                   |
| Ferencvárosi TC                | 3:0       | Olimpija Ljubljana | Népstadion, Budimpešta Broj gledatelja: 68.000 Sudac: Pavel Spotak (Čehoslovačka) |
| Albert 9' Rákosi 10' Varga 75' | izvještaj |                    | Népstadion, Budimpešta Broj gledatelja: 68.000 Sudac: Pavel Spotak (Čehoslovačka) |

Ferencvárosi TC ide dalje sa 6:3.
| 27. rujna 1966.         |           |               |                                                                                 |
| Burnley                 | 2:0       | VfB Stuttgart | Turf Moor, Burnley Broj gledatelja: 23.716 Sudac: Johan Einar Boström (Švedska) |
| Coates 57' Lochhead 78' | izvještaj |               | Turf Moor, Burnley Broj gledatelja: 23.716 Sudac: Johan Einar Boström (Švedska) |

Burnley ide dalje s 3:1.
| 21. rujna 1966.                 |           |                   |                                                                                |
| Napoli                          | 3:1       | Wiener Sport-Club | Stadio San Paolo, Napulj Broj gledatelja: 21.000 Sudac: Marcel Deckx (Belgija) |
| Cané 10' Sívori 25' Bianchi 26' | izvještaj | Schmidt 44'       | Stadio San Paolo, Napulj Broj gledatelja: 21.000 Sudac: Marcel Deckx (Belgija) |

Napoli ide dalje s 5:2.
| 21. rujna 1966.                                       |           |           |                                                                              |
| Juventus                                              | 5:0       | Aris F.C. | Stadio Comunale, Torino Broj gledatelja: 9800 Sudac: John Paterson (Škotska) |
| Menichelli 32' Favalli 36', 87' De Paoli 65' Gori 81' | izvještaj |           | Stadio Comunale, Torino Broj gledatelja: 9800 Sudac: John Paterson (Škotska) |

Juventus ide dalje sa 7:0.
| 5. listopada 1966.     |           |                        |                                                                                                  |
| Sevilla                | 2:2       | Dinamo Piteşti         | Estadio Ramón Sánchez Pizjuán, Sevilla Broj gledatelja: 36.000 Sudac: Aníbal Oliveira (Portugal) |
| Dieguez 14' Cabral 77' | izvještaj | Prepurgel 65' Nagy 69' | Estadio Ramón Sánchez Pizjuán, Sevilla Broj gledatelja: 36.000 Sudac: Aníbal Oliveira (Portugal) |

Dinamo Piteşti ide dalje s 4:2.
| 28. rujna 1966.                |           |               |                                                                               |
| Dunfermline                    | 3:1       | SK Frigg      | East End Park, Dunfermline Broj gledatelja: 6300 Sudac: Jim Finney (Engleska) |
| Delaney 10', 40' Callaghan 28' | izvještaj | Ballangrud 1' | East End Park, Dunfermline Broj gledatelja: 6300 Sudac: Jim Finney (Engleska) |

Dunfermline ide dalje sa 6:2.
| 5. listopada 1966.   |             |              |                                                                                          |
| Dinamo Zagreb        | 2:0 (prod.) | Spartak Brno | Stadion Maksimir, Zagreb Broj gledatelja: 10.800 Sudac: Günter Männig (Istoćna Njemačka) |
| Zambata 4' Jukić 73' | izvještaj   |              | Stadion Maksimir, Zagreb Broj gledatelja: 10.800 Sudac: Günter Männig (Istoćna Njemačka) |

Dinamo Zagreb ide dalje bacanjem novčića.
| 28. rujna 1966.                 |           |           |                                                                                            |
| Bologna                         | 3:1       | Göztepe   | Stadio Renato Dall'Ara, Bologna Broj gledatelja: 10.100 Sudac: Mathias Frisch (Luksemburg) |
| Pace 32', 59' Haller 36' (pen.) | izvještaj | Halil 64' | Stadio Renato Dall'Ara, Bologna Broj gledatelja: 10.100 Sudac: Mathias Frisch (Luksemburg) |

Bologna ide dalje s 5:2.
| 21. rujna 1966.   |           |                             |                                                                                           |
| Basel             | 2:2       | DOS Utrecht                 | St. Jakob Stadium, Basel Broj gledatelja: 6300 Sudac: Rudolf Kreitlein (Zapadna Njemačka) |
| Frigerio 59', 62' | izvještaj | Wery 69' van der Linden 78' | St. Jakob Stadium, Basel Broj gledatelja: 6300 Sudac: Rudolf Kreitlein (Zapadna Njemačka) |

Utrecht ide dalje s 4:3.
| 5. listopada 1966.         |           |                |                                                                                        |
| Valencia CF                | 2:0       | 1. FC Nürnberg | Estadio Mestalla, Valencia Broj gledatelja: 50.000 Sudac: Norman Burtenshaw (Engleska) |
| Ansola 3' Waldo 14' (pen.) | izvještaj |                | Estadio Mestalla, Valencia Broj gledatelja: 50.000 Sudac: Norman Burtenshaw (Engleska) |

Valencia ide dalje s 4:1.
| 28. rujna 1966.   |           |                  |                                                                          |
| Athletic Bilbao   | 2:0       | FK Crvena zvezda | San Mamés, Bilbao Broj gledatelja: 21.500 Sudac: Roger Barde (Francuska) |
| Estéfano 54', 88' | izvještaj |                  | San Mamés, Bilbao Broj gledatelja: 21.500 Sudac: Roger Barde (Francuska) |

FK Crvena zvezda ide dalje s 5:2.
| 27. rujna 1966.                  |           |                |                                                                                |
| 1. FC Lokomotive Leipzig         | 2:1       | Djurgårdens IF | Zentralstadion, Leipzig Broj gledatelja: 4200 Sudac: Jef Dorpmans (Nizozemska) |
| Trölitzsch 24' Karlsson 68' (a.) | izvještaj | Wiestål 69'    | Zentralstadion, Leipzig Broj gledatelja: 4200 Sudac: Jef Dorpmans (Nizozemska) |

1. FC Lokomotive Leipzig ide dalje s 5:2.
| 28. rujna 1966. |           |               |                                                                                        |
| R. Antwerp F.C. | 1:0       | US Luxembourg | Bosuilstadion, Antwerp Broj gledatelja: 4000 Sudac: Kurt Handwerker (Zapadna Njemačka) |
| Jansen 29'      | izvještaj |               | Bosuilstadion, Antwerp Broj gledatelja: 4000 Sudac: Kurt Handwerker (Zapadna Njemačka) |

R. Antwerp F.C. ide dalje s 2:0.
| 5. listopada 1966.       |             |            |                                                                                       |
| FC Girondins de Bordeaux | 2:1 (prod.) | FC Porto   | Parc Lescure, Bordeaux Broj gledatelja: 10.320 Sudac: Alessandro D'Agostini (Italija) |
| Texier 40' Péri 78'      | izvještaj   | Djalma 35' | Parc Lescure, Bordeaux Broj gledatelja: 10.320 Sudac: Alessandro D'Agostini (Italija) |

FC Girondins de Bordeaux ide dalje bacanjem novčića.

## 2. kolo
| Prva momčad               | Rez.     | Druga momčad             | 1. ut. | 2. ut. |
| ------------------------- | -------- | ------------------------ | ------ | ------ |
| Eintracht Frankfurt       | 7:3      | Hvidovre IF              | 5:1    | 2:2    |
| Örgryte IS                | 1:7      | Ferencvárosi TC          | 0:0    | 1:7    |
| Lausanne Sports           | 1:8      | Burnley                  | 1:3    | 0:5    |
| B 1909                    | 2:6      | Napoli                   | 1:4    | 1:2    |
| Juventus                  | 5:1      | Vitória FC               | 3:1    | 2:0    |
| FC Barcelona              | 1:4      | Dundee United            | 1:2    | 0:2    |
| Toulouse FC               | 4:5      | Dinamo Piteşti           | 3:0    | 1:5    |
| Dunfermline Athletic F.C. | 4:4 (g.) | Dinamo Zagreb            | 4:2    | 0:2    |
| Sparta Prag               | 3:4      | Bologna                  | 2:2    | 1:2    |
| DOS Utrecht               | 3:6      | West Bromwich Albion     | 1:1    | 2:5    |
| DWS                       | 2:8      | Leeds United             | 1:3    | 1:5    |
| Valencia CF               | 3:1      | FK Crvena zvezda         | 1:0    | 2:1    |
| 1. FC Lokomotive Leipzig  | 2:1      | RFC Liegeois             | 0:0    | 2:1    |
| FK Spartak Plovdiv        | 1:4      | S.L. Benfica             | 1:1    | 0:3    |
| R. Antwerp F.C.           | 2:8      | Kilmarnock F.C.          | 0:1    | 2:7    |
| K.A.A. Gent               | 1:0      | FC Girondins de Bordeaux | 1:0    | 0:0    |

### Prva utakmica
| 9. studenog 1966.                                      |           |             |                                                                            |
| Eintracht Frankfurt                                    | 5:1       | Hvidovre IF | Waldstadion, Frankfurt Broj gledatelja: 3000 Sudac: William Syme (Škotska) |
| Lotz 18' Huberts 65' Schämer 73' Solz 81' Bronnert 86' | izvještaj | Hansen 8'   | Waldstadion, Frankfurt Broj gledatelja: 3000 Sudac: William Syme (Škotska) |

| 19. listopada 1966. |           |                 |                                                                      |
| Örgryte IS          | 0:0       | Ferencvárosi TC | Ullevi, Göteborg Broj gledatelja: 5000 Sudac: Rolf Hansen (Norveška) |
|                     | izvještaj |                 | Ullevi, Göteborg Broj gledatelja: 5000 Sudac: Rolf Hansen (Norveška) |

| 19. listopada 1966. |           |                                    | |
| Lausanne Sports     | 1:3       | Burnley                            | Stade Olympique de la Pontaise, Lausanne Broj gledatelja: 4000 Sudac: Gerhard Kunze (Istočna Njemačka) |
| Armbruster 17'      | izvještaj | Coates 29' Harris 44' Lochhead 87' | Stade Olympique de la Pontaise, Lausanne Broj gledatelja: 4000 Sudac: Gerhard Kunze (Istočna Njemačka) |

| 25. listopada 1966. |           |                                     |                                                                                 |
| B 1909              | 1:4       | Napoli                              | Odense Stadion, Odense Broj gledatelja: 3700 Sudac: John Adair (Sjeverna Irska) |
| Haastrup 48'        | izvještaj | Sívori 9' 20' Altafini 49' Cané 52' | Odense Stadion, Odense Broj gledatelja: 3700 Sudac: John Adair (Sjeverna Irska) |

| 9. studenoga 1966.                  |           |                   |                                                                                |
| Juventus                            | 3:1       | Vitória FC        | Stadio Olimpico, Torino Broj gledatelja: 3000 Sudac: Robert Héliès (Francuska) |
| Castano 72' Favalli 75' del Sol 88' | izvještaj | Carlos Manuel 10' | Stadio Olimpico, Torino Broj gledatelja: 3000 Sudac: Robert Héliès (Francuska) |

| 25. listopada 1966. |           |                               |                                                                               |
| Barcelona           | 1:2       | Dundee United                 | Camp Nou, Barcelona Broj gledatelja: 16.800 Sudac: Josip Horvat (Jugoslavija) |
| Fusté 82'           | izvještaj | Hainey 13' Seemann 59' (pen.) | Camp Nou, Barcelona Broj gledatelja: 16.800 Sudac: Josip Horvat (Jugoslavija) |

| 19. listopada 1966.           |           |                |                                                                                           |
| Toulouse                      | 3:0       | Dinamo Pitești | Stadium de Toulouse, Toulouse Broj gledatelja: 5000 Sudac: João Pinto Ferreira (Portugal) |
| Soukhane 32' Dorsini 42', 44' | izvještaj |                | Stadium de Toulouse, Toulouse Broj gledatelja: 5000 Sudac: João Pinto Ferreira (Portugal) |

| 26. listopada 1966.                            |           |                          |                                                                                |
| Dunfermline                                    | 4:2       | Dinamo Zagreb            | East End Park, Dunfermline Broj gledatelja: 8900 Sudac: Patrick Graham (Irska) |
| Delaney 7' Edwards 59' (pen.) Ferguson 75' 83' | izvještaj | Gucmirtl 11' Zambata 55' | East End Park, Dunfermline Broj gledatelja: 8900 Sudac: Patrick Graham (Irska) |

| 26. listopada 1966.     |           |                     |                                                                             |
| Sparta Prag             | 2:2       | Bologna             | Stadion Letná, Prag Broj gledatelja: 12.300 Sudac: Gösta Lindberg (Švedska) |
| Mašek 10' Pospíchal 81' | izvještaj | Turra 3' Haller 70' | Stadion Letná, Prag Broj gledatelja: 12.300 Sudac: Gösta Lindberg (Švedska) |

| 2. studenog 1966.  |           |                      |                                                                                    |
| DOS Utrecht        | 1:1       | West Bromwich Albion | Galgenwaard, Utrecht Broj gledatelja: 5500 Sudac: Antoine Queudeville (Luksemburg) |
| van der Linden 85' | izvještaj | Hope 22'             | Galgenwaard, Utrecht Broj gledatelja: 5500 Sudac: Antoine Queudeville (Luksemburg) |

| 18. listopada 1966. |           |                                          |                                                                                     |
| DWS                 | 1:3       | Leeds United                             | Olympisch Stadion, Amsterdam Broj gledatelja: 7000 Sudac: Anton Bucheli (Švicarska) |
| Boogaard 90'        | izvještaj | Bremner 11' Johanneson 27' Greenhoff 46' | Olympisch Stadion, Amsterdam Broj gledatelja: 7000 Sudac: Anton Bucheli (Švicarska) |

| 25. listopada 1966. |           |                  |                                                                                     |
| Valencia CF         | 1:0       | FK Crvena zvezda | Estadio Mestalla, Valencia Broj gledatelja: 33.000 Sudac: Bruno De Marchi (Italija) |
| Ansola 69'          | izvještaj |                  | Estadio Mestalla, Valencia Broj gledatelja: 33.000 Sudac: Bruno De Marchi (Italija) |

| 12. listopada 1966.      |           |              |                                                                             |
| 1. FC Lokomotive Leipzig | 0:0       | RFC Liegeois | Zentralstadion, Leipzig Broj gledatelja: 6700 Sudac: Josef Tittl (Austrija) |
|                          | izvještaj |              | Zentralstadion, Leipzig Broj gledatelja: 6700 Sudac: Josef Tittl (Austrija) |

| 26. listopada 1966. |           |            |                                                                                               |
| FK Spartak Plovdiv  | 1:1       | Benfica    | Stadion 9-ti Septemvri, Plovdiv Broj gledatelja: 30.000 Sudac: Alojz Obtulovič (Čehoslovačka) |
| Diškov 30'          | izvještaj | Eusébio 4' | Stadion 9-ti Septemvri, Plovdiv Broj gledatelja: 30.000 Sudac: Alojz Obtulovič (Čehoslovačka) |

| 29. listopada 1966. |           |                 |                                                                                |
| R. Antwerp F.C.     | 0:1       | Kilmarnock F.C. | Bosuilstadion, Antwerp Broj gledatelja: 8800 Sudac: Gunnar Michaelsen (Danska) |
|                     | izvještaj | McInally 15'    | Bosuilstadion, Antwerp Broj gledatelja: 8800 Sudac: Gunnar Michaelsen (Danska) |

| 19. listopada 1966. |           |                          |                                                                                    |
| K.A.A. Gent         | 1:0       | FC Girondins de Bordeaux | Jules Ottenstadion, Gent Broj gledatelja: 3600 Sudac: Janus Aalbrecht (Nizzoemska) |
| Lippens 80'         | izvještaj |                          | Jules Ottenstadion, Gent Broj gledatelja: 3600 Sudac: Janus Aalbrecht (Nizzoemska) |

### Druga utakmica
| 16. studenog 1966.         |           |                          |                                                                                         |
| Hvidovre IF                | 2:2       | Eintracht Frankfurt      | Hvidovre Stadion, Kopenhagen Broj gledatelja: 3800 Sudac: Václav Davídek (Čehoslovačka) |
| Larsen 18' Steen Olsen 33' | izvještaj | Bronnert 12' Schämer 50' | Hvidovre Stadion, Kopenhagen Broj gledatelja: 3800 Sudac: Václav Davídek (Čehoslovačka) |

Eintracht Frankfurt ide dalje sa 7:3.
| 2. studenoga 1966.                             |           |               |                                                                                 |
| Ferencvárosi TC                                | 7:1       | Örgryte IS    | Népstadion, Budimpešta Broj gledatelja: 15.000 Sudac: Atanas Stavrev (Bugarska) |
| Németh 2' 54' Albert 10' 26' 49' 80' Szőke 70' | izvještaj | Magnusson 60' | Népstadion, Budimpešta Broj gledatelja: 15.000 Sudac: Atanas Stavrev (Bugarska) |

Ferencvárosi TC ide dalje sa 7:1.
| 25. listopada 1966.                        |           |                 |                                                                       |
| Burnley                                    | 5:0       | Lausanne Sports | Turf Moor, Burnley Broj gledatelja: 18.573 Sudac: William Gow (Wales) |
| Lochhead 26' 32' 74' O'Neil 55' Irvine 59' | izvještaj |                 | Turf Moor, Burnley Broj gledatelja: 18.573 Sudac: William Gow (Wales) |

Burnley ide dalje s 8:1.
| 2. studenoga 1966.     |           |             |                                                                                             |
| Napoli                 | 2:1       | B 1909      | Stadio San Paolo, Napulj Broj gledatelja: 25.000 Sudac: Kurt Tschenscher (Zapadna Njemačka) |
| Braca 84' Altafini 85' | izvještaj | Haastrup 8' | Stadio San Paolo, Napulj Broj gledatelja: 25.000 Sudac: Kurt Tschenscher (Zapadna Njemačka) |

Napoli ide dalje sa 6:2.
| 30. studenoga 1966. |           |                       |                                                                             |
| Vitória Setúbal     | 0:2       | Juventus              | Estádio da Luz, Lisabon Broj gledatelja: 1600 Sudac: Ken Dagnall (Engleska) |
|                     | izvještaj | Gori 10' De Paoli 51' | Estádio da Luz, Lisabon Broj gledatelja: 1600 Sudac: Ken Dagnall (Engleska) |

Juventus ide dalje s 5:1.
| 16. studenoga 1966.     |           |           |                                                                               |
| Dundee United           | 2:0       | Barcelona | Tannadice Park, Dundee Broj gledatelja: 28.000 Sudac: Robert Schaut (Belgija) |
| Mitchell 18' Hainey 49' | izvještaj |           | Tannadice Park, Dundee Broj gledatelja: 28.000 Sudac: Robert Schaut (Belgija) |

Dundee United ide dalje s 4:1.
| 26. listopada 1966.                           |           |             |                                                                               |
| Dinamo Pitești                                | 5:1       | Toulouse    | Stadionul 1 Mai, Pitești Broj gledatelja: 15.000 Sudac: Fabio Monti (Italija) |
| David 19' Dobrin 50' Radu 55', 59' Țurcan 90' | izvještaj | Wojciak 42' | Stadionul 1 Mai, Pitești Broj gledatelja: 15.000 Sudac: Fabio Monti (Italija) |

Dinamo Pitești ide dalje s 5:4.
| 2. studenog 1966. |           |                           |                                                                               |
| Dinamo Zagreb     | 2:0       | Dunfermline Athletic F.C. | Stadion Maksimir, Zagreb Broj gledatelja: 7000 Sudac: Tibor Wotava (Mađarska) |
| Zambata 32' 77'   | izvještaj |                           | Stadion Maksimir, Zagreb Broj gledatelja: 7000 Sudac: Tibor Wotava (Mađarska) |

Dinamo Zagreb ide dalje zbog gola u gostima.
| 27. studenoga 1966. |           |              |                                                                                   |
| Bologna             | 2:1       | Sparta Prag  | Stadio Comunale, Bologna Broj gledatelja: 12.400 Sudac: Erich Linemayr (Austrija) |
| Haller 9' 46'       | izvještaj | Jurkanin 21' | Stadio Comunale, Bologna Broj gledatelja: 12.400 Sudac: Erich Linemayr (Austrija) |

Bologna ide dalje s 4:3.
| 9. studenog 1966.                           |           |                            |                                                                                               |
| West Bromwich Albion                        | 5:2       | DOS Utrecht                | The Hawthorns, West Bromwich Broj gledatelja: 19.692 Sudac: Adolfo Bueno Perales (Španjolska) |
| Brown 12' (pen.) 68' 88' Clark 51' Kaye 74' | izvještaj | de Vroet 58' de Kuyper 77' | The Hawthorns, West Bromwich Broj gledatelja: 19.692 Sudac: Adolfo Bueno Perales (Španjolska) |

West Bromwich Albion ide dalje sa 6:3.
| 26. listopada 1966.                                 |           |              |                                                                                      |
| Leeds United                                        | 5:1       | DWS          | Elland Road, Leeds Broj gledatelja: 27.096 Sudac: Kurt Handwerker (Zapadna Njemačka) |
| Johanneson 20' 33' 75' Giles 42' (pen.) Madeley 65' | izvještaj | Geurtsen 55' | Elland Road, Leeds Broj gledatelja: 27.096 Sudac: Kurt Handwerker (Zapadna Njemačka) |

Leeds United ide dalje s 8:2.
| 3. studenog 1966. |           |             |                                                                           |
| FK Crvena zvezda  | 1:2       | Valencia CF | Marakana, Beograd Broj gledatelja: 65.000 Sudac: Sándor Káposi (Mađarska) |
| Waldo 40' 44'     | izvještaj | Ostojić 59' | Marakana, Beograd Broj gledatelja: 65.000 Sudac: Sándor Káposi (Mađarska) |

Valencia CF ide dalje s 3:1.
| 1. studenog 1966. |           |                          |                                                                                    |
| RFC Liegeois      | 1:2       | 1. FC Lokomotive Leipzig | Stade Jules Georges, Liège Broj gledatelja: 13.700 Sudac: George McCabe (Engleska) |
| Genschick 65'     | izvještaj | Löwe 31' 66'             | Stade Jules Georges, Liège Broj gledatelja: 13.700 Sudac: George McCabe (Engleska) |

1. FC Lokomotive Leipzig ide dalje s 2:1.
| 22. studenoga 1966.                   |           |                    |                                                                                |
| Benfica                               | 3:0       | FK Spartak Plovdiv | Estádio da Luz, Lisabon Broj gledatelja: 14.200 Sudac: John Paterson (Škotska) |
| Eusébio 53' Torres 55' Dimov 76' (a.) | izvještaj |                    | Estádio da Luz, Lisabon Broj gledatelja: 14.200 Sudac: John Paterson (Škotska) |

 Benfica ide dalje s 4:1.
| 2. studenog 1966.                                                     |           |                             |                                                                                |
| Kilmarnock                                                            | 7:2       | R. Antwerp F.C.             | Rugby Park, Kilmarnock Broj gledatelja: 14.000 Sudac: Roger Machin (Francuska) |
| McInally 6' 49' Queen 17' (pen.) 51' McLean 33' (pen.) 48' Watson 69' | izvještaj | Beyers 73' van de Velde 79' | Rugby Park, Kilmarnock Broj gledatelja: 14.000 Sudac: Roger Machin (Francuska) |

Kilmarnock ide dalje s 8:2.
| 25. listopada 1966.      |           |             |                                                                              |
| FC Girondins de Bordeaux | 0:0       | K.A.A. Gent | Parc Lescure, Bordeaux Broj gledatelja: 4600 Sudac: Gilbert Droz (Švicarska) |
|                          | izvještaj |             | Parc Lescure, Bordeaux Broj gledatelja: 4600 Sudac: Gilbert Droz (Švicarska) |

K.A.A. Gent ide dalje s 1:0.

## 3. kolo
| Prva momčad              | Rez. | Druga momčad         | 1. ut. | 2. ut.      |
| ------------------------ | ---- | -------------------- | ------ | ----------- |
| Eintracht Frankfurt      | 5:3  | Ferencvárosi TC      | 4:1    | 1:2         |
| Burnley                  | 3:0  | Napoli               | 3:0    | 0:0         |
| Juventus                 | 3:1  | Dundee United        | 3:0    | 0:1         |
| Dinamo Piteşti           | 0:1  | Dinamo Zagreb        | 0:1    | 0:0         |
| Bologna                  | 6:1  | West Bromwich Albion | 3:0    | 3:1         |
| Leeds United             | 3:1  | Valencia CF          | 1:1    | 2:0         |
| 1. FC Lokomotive Leipzig | 4:3  | S.L. Benfica         | 3:1    | 1:2         |
| Kilmarnock F.C.          | 3:1  | K.A.A. Gent          | 1:0    | 2:1 (prod.) |

### Prva utakmica
| 21. veljače 1967.               |           |                 |                                                                                  |
| Eintracht Frankfurt             | 4:1       | Ferencvárosi TC | Waldstadion, Frankfurt Broj gledatelja: 10.000 Sudac: Josip Horvat (Jugoslavija) |
| Lotz 4' Abbé 9' 68' Huberts 86' | izvještaj | Albert 45'      | Waldstadion, Frankfurt Broj gledatelja: 10.000 Sudac: Josip Horvat (Jugoslavija) |

| 18. siječnja 1967.                 |           |        |                                                                                       |
| Burnley                            | 3:0       | Napoli | Turf Moor, Burnley Broj gledatelja: 24.519 Sudac: Juan Gardeazábal Garay (Španjolska) |
| Coates 2' Latcham 22' Lochhead 51' | izvještaj |        | Turf Moor, Burnley Broj gledatelja: 24.519 Sudac: Juan Gardeazábal Garay (Španjolska) |

| 8. veljače 1967.                  |           |               |                                                                              |
| Juventus                          | 3:0       | Dundee United | Stadio Comunale, Torino Broj gledatelja: 6800 Sudac: Karl Keller (Švicarska) |
| Chinesinho 27' 67' Menichelli 66' | izvještaj |               | Stadio Comunale, Torino Broj gledatelja: 6800 Sudac: Karl Keller (Švicarska) |

| 19. veljače 1967. |           |               |                                                                                |
| Dinamo Pitești    | 0:1       | Dinamo Zagreb | Stadionul 1 Mai, Pitești Broj gledatelja: 18.000 Sudac: Franz Mayer (Austrija) |
|                   | izvještaj | Zambata 17'   | Stadionul 1 Mai, Pitești Broj gledatelja: 18.000 Sudac: Franz Mayer (Austrija) |

| 1. veljače 1967.                 |           |                      |                                                                                  |
| Bologna                          | 3:0       | West Bromwich Albion | Stadio Comunale, Bologna Broj gledatelja: 9500 Sudac: Salvador Garcia (Portugal) |
| Turra 37' Nielsen 39' Haller 78' | izvještaj |                      | Stadio Comunale, Bologna Broj gledatelja: 9500 Sudac: Salvador Garcia (Portugal) |

| 16. siječnja 1967. |           |               |                                                                                           |
| Leeds United       | 1:1       | Valencia CF   | Elland Road, Leeds Broj gledatelja: 40.644 Sudac: Hans-Joachim Weyland (Zapadna Njemačka) |
| Greenhoff 11'      | izvještaj | Claramunt 37' | Elland Road, Leeds Broj gledatelja: 40.644 Sudac: Hans-Joachim Weyland (Zapadna Njemačka) |

| 21. prosinca 1966.               |           |                  |                                                                                |
| 1. FC Lokomotive Leipzig         | 3:1       | Benfica          | Zentralstadion, Leipzig Broj gledatelja: 68.000 Sudac: Kevin Howley (Engleska) |
| Santos 25' (a.) Frenzel 47', 51' | izvještaj | José Augusto 40' | Zentralstadion, Leipzig Broj gledatelja: 68.000 Sudac: Kevin Howley (Engleska) |

| 14. prosinca 1966. |           |             |                                                                             |
| Kilmarnock         | 1:0       | K.A.A. Gent | Rugby Park, Kilmarnock Broj gledatelja: 10.000 Sudac: Bertil Lööw (Švedska) |
| Murray 38'         | izvještaj |             | Rugby Park, Kilmarnock Broj gledatelja: 10.000 Sudac: Bertil Lööw (Švedska) |

### Druga utakmica
| 28. veljače 1967.          |           |                     |                                                                              |
| Ferencvárosi TC            | 2:1       | Eintracht Frankfurt | Népstadion, Budimpešta Broj gledatelja: 30.000 Sudac: Ken Dagnall (Engleska) |
| Rákosi 5' Novák 61' (pen.) | izvještaj | Huberts 10'         | Népstadion, Budimpešta Broj gledatelja: 30.000 Sudac: Ken Dagnall (Engleska) |

Eintracht Frankfurt ide dalje s 5:3.
| 8. veljače 1967. |           |         |                                                                                    |
| Napoli           | 0:0       | Burnley | Stadio San Paolo, Napulj Broj gledatelja: 40.000 Sudac: Gyula Emsberger (Mađarska) |
|                  | izvještaj |         | Stadio San Paolo, Napulj Broj gledatelja: 40.000 Sudac: Gyula Emsberger (Mađarska) |

Burnley ide dalje s 3:0.
| 8. ožujka 1967. |           |          |                                                                               |
| Dundee United   | 1:0       | Juventus | Tannadice Park, Dundee Broj gledatelja: 20.500 Sudac: Piet Roomer (Nizozeska) |
| Døssing 80'     | izvještaj |          | Tannadice Park, Dundee Broj gledatelja: 20.500 Sudac: Piet Roomer (Nizozeska) |

Juventus ide dalje s 3:1.
| 1. ožujka 1967. |           |                |                                                                                 |
| Dinamo Zagreb   | 0:0       | Dinamo Pitești | Stadion Maksimir, Zagreb Broj gledatelja: 8200 Sudac: Bruno de Marchi (Italija) |
|                 | izvještaj |                | Stadion Maksimir, Zagreb Broj gledatelja: 8200 Sudac: Bruno de Marchi (Italija) |

Dinamo Zagreb ide dalje s 1:0.
| 8. ožujka 1967.      |           |                                |                                                                                    |
| West Bromwich Albion | 1:3       | Bologna                        | The Hawthorns, West Bromwich Broj gledatelja: 27.527 Sudac: Vital Loraux (Belgija) |
| Fairfax 55'          | izvještaj | Nielsen 38' 64' Bulgarelli 43' | The Hawthorns, West Bromwich Broj gledatelja: 27.527 Sudac: Vital Loraux (Belgija) |

Bologna ide dalje sa 6:1.
| 8. veljače 1967. |           |                      |                                                                                     |
| Valencia CF      | 0:2       | Leeds United         | Estadio Mestalla, Valencia Broj gledatelja: 45.000 Sudac: Robert Héliès (Francuska) |
|                  | izvještaj | Giles 6' Lorimer 87' | Estadio Mestalla, Valencia Broj gledatelja: 45.000 Sudac: Robert Héliès (Francuska) |

Leeds United ide dalje s 3:1.
| 7. ožujka 1967.    |           |                          |                                                                               |
| Benfica            | 2:1       | 1. FC Lokomotive Leipzig | Estádio da Luz, Lisabon Broj gledatelja: 50.000 Sudac: William Syme (Škotska) |
| Eusébio 65' (pen.) | izvještaj | Frenzel 81'              | Estádio da Luz, Lisabon Broj gledatelja: 50.000 Sudac: William Syme (Škotska) |

 Lokomotive Leipzig ide dalje s 4:3.
| 21. prosinca 1966. |             |                           |                                                                                 |
| K.A.A. Gent        | 1:2 (prod.) | Kilmarnock F.C.           | Jules Ottenstadion, Gent Broj gledatelja: 9100 Sudac: Bruno De Marchi (Italija) |
| Ghellynck 78'      | izvještaj   | McInally 112' McLean 114' | Jules Ottenstadion, Gent Broj gledatelja: 9100 Sudac: Bruno De Marchi (Italija) |

Kilmarnock F.C. ide dalje s 3:1.

## Četvrtfinale
| Prva momčad              | Rez.       | Druga momčad    | 1. ut. | 2. ut.      |
| ------------------------ | ---------- | --------------- | ------ | ----------- |
| Bologna                  | 1:1 (bac.) | Leeds United    | 1:0    | 0:1 (prod.) |
| Juventus                 | 2:5        | Dinamo Zagreb   | 2:2    | 0:3         |
| Eintracht Frankfurt      | 3:2        | Burnley         | 1:1    | 2:1         |
| 1. FC Lokomotive Leipzig | 1:2        | Kilmarnock F.C. | 1:0    | 0:2         |

### Prva utakmica
| 22. ožujka 1967. |           |              |                                                                                                |
| Bologna          | 1:0       | Leeds United | Stadio Comunale, Bologna Broj gledatelja: 10.000 Sudac: Gerhard Schulenburg (Zapadna Njemačka) |
| Nielsen 64'      | izvještaj |              | Stadio Comunale, Bologna Broj gledatelja: 10.000 Sudac: Gerhard Schulenburg (Zapadna Njemačka) |

| 29. ožujka 1967.        |           |                |                                                                                 |
| Juventus                | 2:2       | Dinamo Zagreb  | Stadio Comunale, Torino Broj gledatelja: 6000 Sudac: Joseph Heymann (Švicarska) |
| Zigoni 4' Stacchini 77' | izvještaj | Jukić 13', 69' | Stadio Comunale, Torino Broj gledatelja: 6000 Sudac: Joseph Heymann (Švicarska) |

| 4. travnja 1967.    |           |            |                                                                                 |
| Eintracht Frankfurt | 1:1       | Burnley    | Waldstadion, Frankfurt Broj gledatelja: 21.000 Sudac: János Bíróczky (Mađarska) |
| Friedrich 35'       | izvještaj | Miller 60' | Waldstadion, Frankfurt Broj gledatelja: 21.000 Sudac: János Bíróczky (Mađarska) |

| 19. travnja 1967.        |           |            |                                                                                     |
| 1. FC Lokomotive Leipzig | 1:0       | Kilmarnock | Zentralstadion, Leipzig Broj gledatelja: 21.000 Sudac: Janus Aalbrecht (Nizozemska) |
| Berger 3'                | izvještaj |            | Zentralstadion, Leipzig Broj gledatelja: 21.000 Sudac: Janus Aalbrecht (Nizozemska) |

### Druga utakmica
| 19. travnja 1967. |             |         |                                                                                   |
| Leeds United      | 1:0 (prod.) | Bologna | Elland Road, Leeds Broj gledatelja: 42.126 Sudac: Erwin Vetter (Zapadna Njemačka) |
| Giles 9' (pen.)   | izvještaj   |         | Elland Road, Leeds Broj gledatelja: 42.126 Sudac: Erwin Vetter (Zapadna Njemačka) |

Leeds United ide dalje bacanjem novčića.
| 19. travnja 1967.            |           |          |                                                                                  |
| Dinamo Zagreb                | 3:0       | Juventus | Stadion Maksimir, Zagreb Broj gledatelja: 27.900 Sudac: Paul Schiller (Austrija) |
| Novak 4' Mesić 67' Belin 73' | izvještaj |          | Stadion Maksimir, Zagreb Broj gledatelja: 27.900 Sudac: Paul Schiller (Austrija) |

Dinamo Zagreb ide dalje s 5:2.
| 18. travnja 1967. |           |                      |                                                                           |
| Burnley           | 1:2       | Eintracht Frankfurt  | Turf Moor, Burnley Broj gledatelja: 25.161 Sudac: Johan Boström (Švedska) |
| Miller 86'        | izvještaj | Lotz 32' Huberts 72' | Turf Moor, Burnley Broj gledatelja: 25.161 Sudac: Johan Boström (Švedska) |

Eintracht Frankfurt ide dalje s 3:2.
| 26. travnja 1967.     |           |                          |                                                                               |
| Kilmarnock            | 2:0       | 1. FC Lokomotive Leipzig | Rugby Park, Kilmarnock Broj gledatelja: 20.000 Sudac: Joseph Hannet (Belgija) |
| Murray 9' McIlroy 64' | izvještaj |                          | Rugby Park, Kilmarnock Broj gledatelja: 20.000 Sudac: Joseph Hannet (Belgija) |

Kilmarnock ide dalje s 2:1.

## Polufinale
| Prva momčad         | Rez. | Druga momčad  | 1. ut. | 2. ut.      |
| ------------------- | ---- | ------------- | ------ | ----------- |
| Eintracht Frankfurt | 3:4  | Dinamo Zagreb | 3:0    | 0:4 (prod.) |
| Leeds United        | 4:2  | Kilmarnock    | 4:2    | 0:0         |

### Prva utakmica
| 19. svibnja 1967.                    |           |                  |                                                                             |
| Leeds United                         | 4:2       | Kilmarnock       | Elland Road, Leeds Broj gledatelja: 43.189 Sudac: Jef Dorpmans (Nizozemska) |
| Belfitt 1', 4', 31' Giles 38' (pen.) | izvještaj | McIlroy 21', 35' | Elland Road, Leeds Broj gledatelja: 43.189 Sudac: Jef Dorpmans (Nizozemska) |

| 7. lipnja 1967.                     |           |               |                                                                                     |
| Eintracht Frankfurt                 | 3:0       | Dinamo Zagreb | Waldstadion, Frankfurt Broj gledatelja: 10.000 Sudac: Michel Kitabdjian (Francuska) |
| Grabowski 11' Bechtold 14' Solz 67' | izvještaj |               | Waldstadion, Frankfurt Broj gledatelja: 10.000 Sudac: Michel Kitabdjian (Francuska) |

### Druga utakmica
| 25. svibnja 1967. |           |              |                                                                              |
| Kilmarnock        | 0:0       | Leeds United | Rugby Park, Kilmarnock Broj gledatelja: 28.000 Sudac: Vital Loraux (Belgija) |
|                   | izvještaj |              | Rugby Park, Kilmarnock Broj gledatelja: 28.000 Sudac: Vital Loraux (Belgija) |

| 14. lipnja 1967.                              |             |                     |                                                                               |
| Dinamo Zagreb                                 | 4:0 (prod.) | Eintracht Frankfurt | Stadion Maksimir, Zagreb Broj gledatelja: 35.000 Sudac: Gyula Gere (Mađarska) |
| Zambata 14' Novak 15' Gucmirtl 87' Belin 102' | izvještaj   |                     | Stadion Maksimir, Zagreb Broj gledatelja: 35.000 Sudac: Gyula Gere (Mađarska) |

## Finale
| Prva momčad   | Rez. | Druga momčad | 1. ut. | 2. ut. |
| ------------- | ---- | ------------ | ------ | ------ |
| Dinamo Zagreb | 2:0  | Leeds United | 2:0    | 0:0    |

## Strijelci
| Mjesto | Igrač           | Momčad              | Golovi |
| ------ | --------------- | ------------------- | ------ |
| 1.     | Flórián Albert  | Ferencváros         | 8      |
| 2.     | Andy Lochhead   | Burnley             | 6      |
| 2.     | Oskar Lotz      | Eintracht Frankfurt | 6      |
| 2.     | Slaven Zambata  | Dinamo Zagreb       | 6      |
| 5.     | Helmut Haller   | Bologna             | 5      |
| 5.     | Harald Nielsen  | Bologna             | 5      |
| 5.     | Wilhelm Huberts | Eintracht Frankfurt | 5      |

Izvor: rsssf.com

## Vanjske poveznice
- RSSSF
- Dinamo Zagreb 1967.
- Povijest Dinama